# Agglutination Metal Festival
Agglutination Metal Festival är en metalfestival som hålls i Basilicata i Italien, mellan städerna Chiaromonte, Sant'Arcangelo och Senise. Första året den hölls var 1995 i Chiaromonte. 
Genom åren har artister som Overkill, Cannibal Corpse, Dark Tranquillity, Carcass, Mayhem, Gamma Ray, Marduk, U.D.O. och Stratovarius spelat där.
Festivalen ställdes in 2020 och 2021 till följd av Covid-19-pandemin. 

## Medverkande efter årtal

### 1995
Augusti i ChiaromonteMarshall och andra band från den lokala scenen

### 1996
Augusti i ChiaromonteWhite Skull, Lost Innocence och andra band från den lokala scenen

### 1997
12 augusti i ChiaromonteOverkill, White Skull, Megora, Aggressive Fear, In Human Memories, Deleterio, Black Sunrise, Flash Terrorist, Stormlord, Harem, Funeral Fuck

### 1998
11 augusti i ChiaromonteAthena, Undertakers, Lacrima Christi, Heimdall, Glacial Fear, Inchiuvatu, Hastings, Aura, Memories of a Lost Soul, Unthory, Black Sunrise, Funeral Fuck

### 1999
13 augusti i ChiaromonteWhite Skull, Moonlight Comedy, Ahriman, Tenebrae Oburiuntur, Obscure Devotion, 3rd, Terremoto, Kiss of Death, Pino Miale

### 2000
12 augusti i ChiaromonteDomine, Vision Divine, Undertakers, Glacial Fear, Stormlord, Art Inferno, Arcadia, Steel Cage, Humanity Eclipse, Eden Shape

### 2001
11 augusti i ChiaromonteAncient, Thoten, White Skull, Secret Sphere, Highlord, The Black, Natron, Schizo, Glacial Fear, Requiem K626, Brazen, Enemynside, Dark Secret, Rainy Night

### 2002
12 augusti i ChiaromonteDestruction, Vicious Rumors, Drakkar, Undertakers, Stormlord, Heimdall, Infernal Poetry, Holy Knights, Adimiron

### 2003
9 augusti i ChiaromonteVirgin Steele, Labyrinth, Theatres des Vampires, Beholder, Fire Trails, Elvenking, Marshall, Rosae Crucis, Mantra, Requiem K626, Hunchback

### 2004
12 augusti i ChiaromonteIron Savior, Marduk, Crystal Ball, Novembre, Centvrion, Thy Majestie, Rain, Nameless Crime, Disguise, Walkyrya

### 2005
13 augusti i ChiaromonteMayhem, Freedom Call, Necrodeath, Mesmerize, Schizo, Valiance

### 2006
10 augusti i ChiaromonteVision Divine, Sinister, Majesty, Dark Lunacy, Marshall, Pandaemonium, Kragens, Aleph, Infernal Angels, Megawatt

### 2007
11 augusti i Sant’ArcangeloGamma Ray, Tankard, Fire Trails, Dark Lunacy, Kaledon, Golem, Infernal Angels

### 2008
9 augusti i Sant'ArcangeloDark Tranquillity, Vision Divine, Dismember, Domine, Metal Gang, DGM, Savior from Anger, DenieD, Nefertum

### 2009
10 augusti i Sant’ArcangeloU.D.O., Vader, Extrema, Fabio Lione Project with Ancestral, Forgotten Tomb, Fratello Metallo, Trick or Treat, Ecnephias, Symbolyc

### 2010

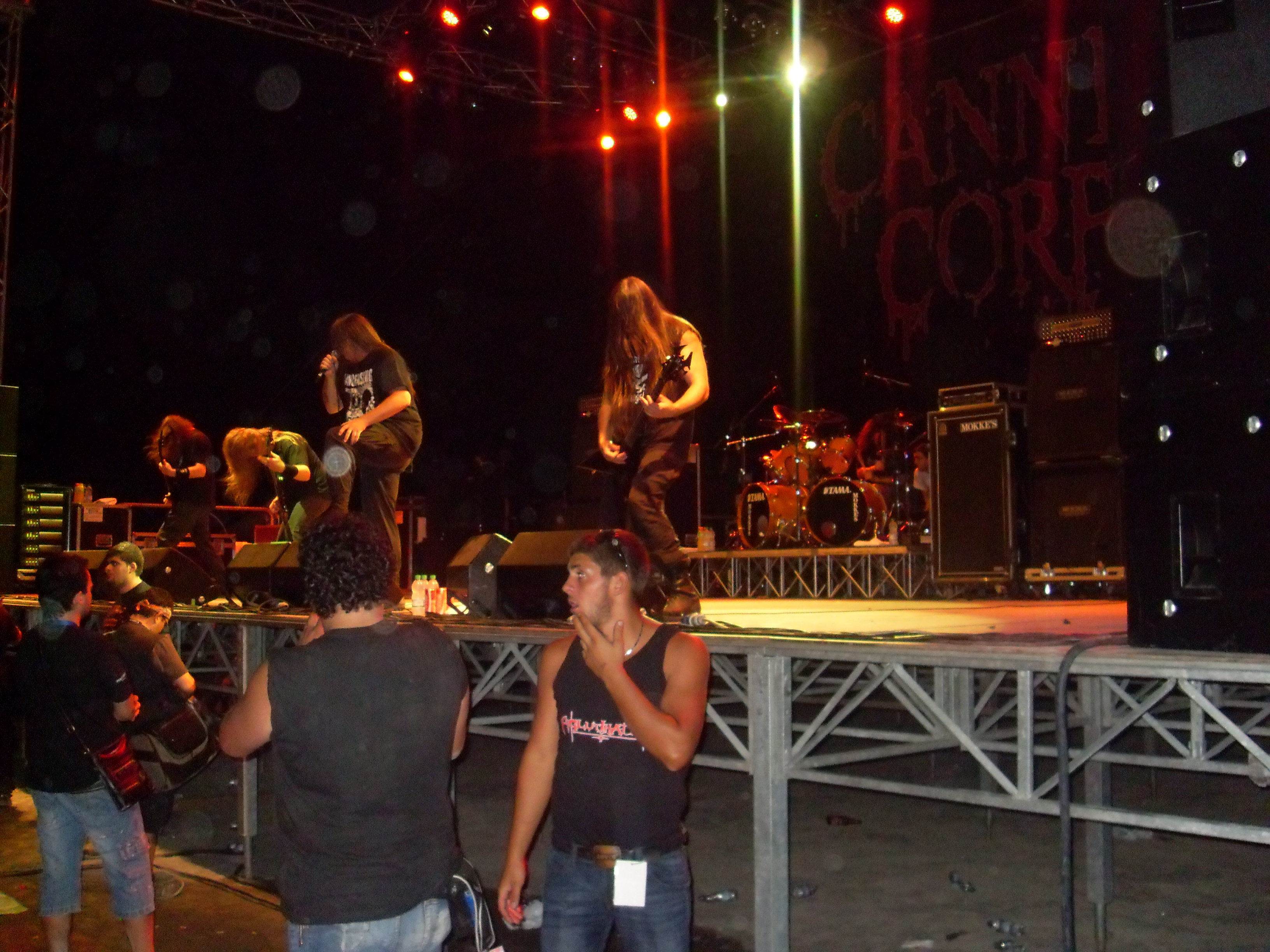
Cannibal Corpse år 2010

9 augusti i Sant’ArcangeloCannibal Corpse, Korpiklaani, Pino Scotto, Handful of Hate, Airborn, Marshall, Ver Sacrum, Solisia

### 2011
20 augusti i ChiaromonteBulldozer, Majesty, Bömbers, Node, PTSD, Tyrannizer Order, Aura, Stige

### 2012

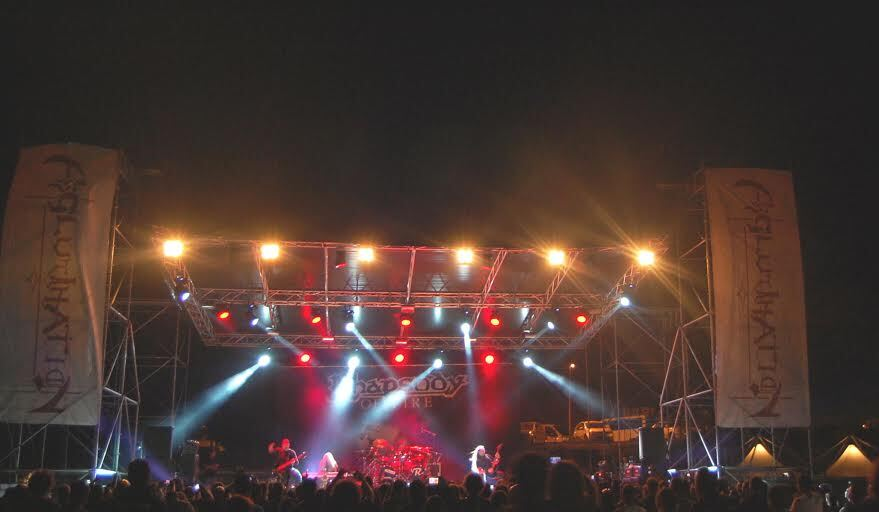
Rhapsody of Fire år 2012

25 augusti i ChiaromonteDark Tranquillity, Rhapsody of Fire, Rotting Christ, Ecnephias, Vexed, Lunocode, Poemisia, Twilight Gate, Ghost Booster

### 2013
10 augusti i SeniseOverkill, Stratovarius, Marduk, Eldritch, Folkstone, Heavenshine, Blind Horizon, Rebürn

### 2014

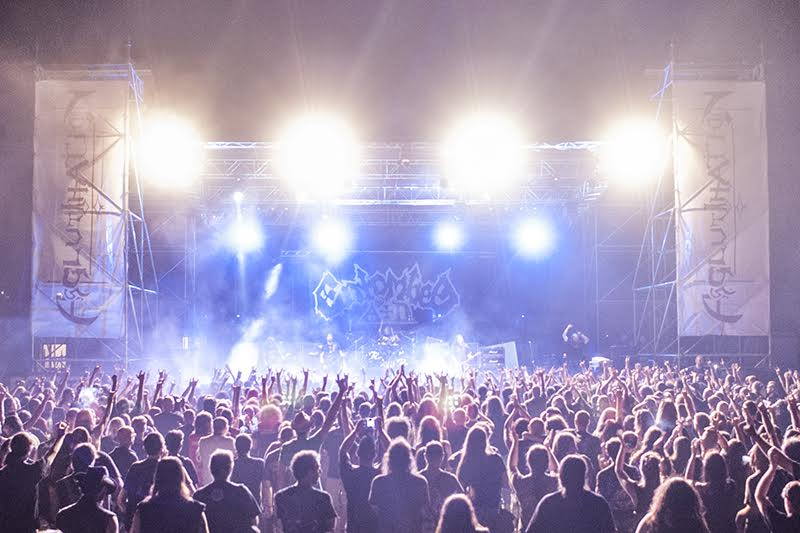
Entombed A.D. år 2014

23 augusti i SeniseCarcass, Entombed A.D., Belphegor, Elvenking, Buffalo Grillz, Eversin, Sinheresy, Lehman

### 2015
9 augusti i ChiaromonteObituary, Edguy, Inquisition, Necrodeath, Forgotten Tomb, Arthemis, Feline Melinda, Carthagods

### 2016
21 augusti i ChiaromonteTherion, Exodus, Taake, Fleshgod Apocalypse, Nanowar of Steel, Dewfall, De La Muerte, Real Chaos

### 2017
19 augusti i ChiaromonteVenom, Sodom, White Skull, In.Si.Dia, Assaulter, Gravestone, Ghost of Mary, Memories of a Lost Soul

### 2018
19 augusti i ChiaromonteDeath SS, Pestilence, Folkstone, Necrodeath, Witchunter, Ad Noctem Funeriis, Circle of Witches, Rome in Monochrome

### 2019
17 augusti i ChiaromonteNapalm Death, Death Angel, Carpathian Forest, Strana Officina, Carthagods, The Black, Scream Baby Scream

### 2022
6 augusti i SeniseAsphyx, Nargaroth, Vanexa, Fulci, Sailing To Nowhere, Napoli Violenta, Funeral, Mirko Gisonte, Eyelids

### 2023
12 augusti i ChiaromonteCarcass, Nocturnal Depression, Sacrilege, Plakkaggio, Xenos, Essenza, Coexistence